# 短体蛾科
短体蛾科（学名：Somabrachyidae）为鳞翅目斑蛾總科的一个科，模式属为短体蛾属（Somabrachys）。

## 下级分类
短体蛾科包含以下三個屬：
- Parapsycharium Geertsema, 2000
- Psycharium Herrich-Schäffer, 1856
- 短体蛾属 Somabrachys Kirby, 1892